# Černius
Černius ist ein litauischer männlicher Familienname, abgeleitet vom russischen Wort 'tschernij' (schwarz).

## Ableitung
- Černiauskas

## Weibliche Formen
- Černiūtė (ledig)
- Černiuvienė (verheiratet)

## Namensträger
- Jonas Černius  (1898–1977), Offizier und Premierminister